# میشائل هاینیش
میشائل هاینیش  (انگلیسی: Michael Hainisch؛ ۱۵ اوت ۱۸۵۸ – ۲۶ فوریهٔ ۱۹۴۰) یک سیاست‌مدار اهل اتریش بود.